# Гірничохімічна сировина Сполучених Штатів Америки
Гірничохімічна сировина Сполучених Штатів Америки

## Поклади гірничохімічної сировини в США
Фосфорити. США володіють найбільшими ресурсами Р2О5 (23.7% світових). Ресурси басейну Скелястих гір в США за деякими оцінками становлять 7.55 млрд т P2O5, інші джерела дають менші значення. У надрах США зосереджено 6.1% світових загальних запасів фосфору. За запасами фосфоритів країна займає 2-е місце у світі (після Марокко, 2003). Осн. запаси фосфоритів в США (95%) зосереджені в двох великих фосфоритоносних регіонах у Східно-Американській фосфоритоносній провінції (штати Флорида, Півн. та Півд. Кароліна) і Скелястих горах (штати Айдахо, Юта, Вайомінг, Монтана). Перспективи збільшення запасів фосфоритів в США пов'язуються з бас. Атлантичної берегової рівнини.
Калійні солі. США володіють значними запасами калійних солей, укладеними в осадових родов., а також у відкладах соленосних озер і озерних розсолах. Ресурси калійних солей в країні оцінюються в 6 млрд т. Руди залягають порівняно глибоко – в інтервалі від 1830 м до 3050 м.
На тер. США відомо три великих соленосних басейни: Делаверський, Парадокс (штати Юта, Колорадо) і Уїллстонський на кордоні з Канадою (штати Монтана, Півн. і Півд. Дакота). З соленосних озер найбільшими є Велике Солоне оз. (шт. Юта) і оз. Сьорлс (Каліфорнія). Осн. запаси калійних солей зосереджені на Карлсбадському родов. Делаверського бас.
Природна сода. США мають значні запаси природної соди. Викопна сода (трона), що має пром. значення, відома в складі еоценової товщі Ґрін-Рівер (Вірджинія). Природну соду видобувають з озер шт. Каліфорнія (Сьорлс і інш.).
Бор. За запасами борних руд США займають одне з провідних місць у світі. Осн. родов. борних руд відомі на півдні Каліфорнії, де вони локалізуються у вулканогенно-осадових озерних відкладах неогену. Найбільше в країні і в зах. світі родов. Борон в пустелі Мохаве (Мохейв) має запаси бл. 130 млн т руди (35 млн т В2О3), складеної натрієвими гідратами. Руди залягають на глиб. 40-340 м.
Флюорит. США мають суттєві запаси флюориту, який міститься в числ. дрібних родов. в різних р-нах країни. Родов. представлені різноманітними геол.-пром. типами. Загалом по родов. країни сер. вміст флюориту становить бл. 37%. Флюорит поширений також в комплексних свинцево-цинкових, олово-вольфрамових, молібденових, рідкіснометалічних і інш. рудах.
Сірка. За запасами самородної сірки США займають одне з провідних місць у світі. Осн. пром. тип родов.  – інфільтраційно-метасоматичний. Родов. приурочені до ангідридвмісних порід (евапоритів) в осадових відкладах пермі (шт. Техас), а також до ангідритових покладів мезозою-кайнозою (шт. Луїзіана). Підлегле значення мають невеликі вулканічні родов. самородної сірки в штатах Каліфорнія і Невада. Найбільше родов. – Растлер-Гіллс (Растлер-Спрінгс) в Техасі із запасами 60 млн т при вмісті S 15-18%.
Барит. За запасами бариту США займають 3-є місце у світі (після Казахстану і Китаю, 1999). Прогнозні ресурси бариту категорій Р1+Р2 становлять 150 млн т [Mineral Commodity Summaries - http://minerals.er.usgs.gov/minerals/ [Архівовано 30 червня 2007 у Wayback Machine.]]. Основні баритові родовища США зосереджені в шт. Невада, де розробляються як пластові, так і жильні поклади. Найбільші з них – Грейстоун-Майн, Аргента-Майн, Маунтін-Спрінгс, Россі-Майн.
Головні типи родовищ: стратиформний (бл. 50% запасів), жильний (30%) і залишковий (20%). За іншими даними бл. 80% розвіданих запасів бариту припадає на стратиформні родов., бл. 20% – на жильні. Стратиформні родов. належать до сер. палеозою, локалізовані в кременисто-сланцевих товщах і представлені пластовими тілами потужністю 1-15 м при площі в дек. км², вміст бариту досягає 50-95%. Найбільші родов. відомі в шт. Невада, дрібні – в штатах Арканзас, Каліфорнія, Джорджія і Міссурі. Жильні родов. включають численні, частіше дрібні скупчення бариту, пов'язані з пустотами карстового і іншого походження у вапняках і доломіті ниж. палеозою. Вони поширені в штатах Міссурі, Алабама, Вірджинія, Теннессі, Джорджія і інш. Залишкові родов. формувалися при ерозії порід, що містили первинні баритові тіла. Потужність залишкових покладів від 3-5 м (шт. Міссурі) до 50 м (родов. Картерсвілл, шт. Джорджія). Вміст бариту в рудах в сер. 120-180 кг/м3.

## Видобуток гірничохімічної сировини вСША
Видобуток гірничохімічної сировини в США дуже розвинений. По найважливіших видах гірничо-хім. сировини (фосфати, борати, сірка самородна, барит і інш.) США займають 1-е місце у зах. світі. Основний р-н видобутку фосфоритів (93-95%) — Східно-Американська фосфоритоносна провінція. Тут, в штатах Флорида і Півн. Кароліна, на родовищах фосфоритових галечників Берегової Атлантичної рівнини США діє понад 20 рудників, де видобуток ведуть відкритим способом. Фосфатну руду драґлайнами переміщують в зумпфи, де її розмивають. Пульпу трубопроводами передають на збагач. фабрики для відділення глинистих хвостів на грохотах і в гідроциклонах і збагачення фосфоритів флотацією і кальцинуючим випаленням. У Півн. Флориді і Півн. Кароліні випробувано спосіб свердловинного гідровидобутку, що більш економічний, ніж відкриті розробки, при потужності покриваючих порід понад 30-45 м. Фосфорит відкритим способом добувають і у фосфоритоносній провінції Скелястих гір в Зах. штатах. США є найбільшим у світі продуцентом фосфорного концентрату, на їх частку припадає 30-35% його світового виробництва. Водночас США є найбільшим у світі продуцентом і одночасно експортером фосфорних добрив, на чию частку припадає понад 70% світового продажу добрива, найбільший попит має діаммофос.
У 1990—2000 рр. в США відбувся процес створення вертикально інтеґрованих комплексів, що працюють у гірничохімічній галузі. Зокрема, найбільша у світі компанія IMC-Agrico зосередила в своїх руках всі стадії переробки фосфатів і має в своєму розпорядженні запаси і виробництво калійних і азотних добрив, тобто має всі необхідні компоненти для виробництва будь-яких видів добрив. Її приклад наслідували і інші компанії з США і Канади. До 1998 р. велика частина фосфатної промисловості США зосередилася в руках декількох вертикально інтеґрованих об'єднань. Серед найбільших з них IMC Global Inc., Potash Corporation of Saskatchewan Inc. (PCS Inc.), Mulberry Corporation, Agrifos L.L.C., Monsanto Corporation і Solutia Inc, CF Industries Inc., Simplot-Farmland Industries Ltd.Co. (SF Industries) та інш. На межі ХХ-XXI ст. практично весь видобуток фосфатів в США контролюється компаніями-переробниками; 16 із 20 заводів фосфорної кислоти, що належать їм працюють на сировині, що добувається на їх же рудниках. Ситуація на ринку фосфатів для продуцентів США на початку XXI ст. є несприятливою. Найбільші експортери продукції — Китай, Індія, Австралія — активно розвивають свої підгалузі, в рамках яких частина північноамериканських компаній вже активно діє.
Калійна та кам'яна сіль. У видобутку калійних солей частка США серед зах. країн становила в кінці XX ст. бл. 10%. Основна сировинна база і р-н видобутку — Делаверський калієносний басейн в штатах Нью-Мексико і Техас, а також родов. Кейн-Крік в соленосному бас. Парадокс в шт. Юта. Джерелом калійних солей в США є також ропа соляних озер. Природний сульфат натрію і комплекс інш. солей (сульфат калію, хлориди магнію, літію, брому, натрію, а також борати) добувають з ропи соляних озер: Великого Солоного оз. (шт. Юта), оз. Сьорлс і інш.
За оцінкою Геологічної служби США в 2000 р. (в дужках дані за 1999 р.) в США видобуто 1,3(1,3) млн т калійних солей в перерахунку на K[2]О (6-е місце після Канади, Бєларусі, Росії, ФРН, Ізраїлю), у світі за той же час — 25,552(25,239) млн т.
У 2000 р. виробництво товарної кам'яної солі в США становило 41 млн дол., в натуральних одиницях — 11,36 тис. т [Mining Eng. (USA). — 2001. — 53, № 5. — Р. 38-40].
Природна сода. США виробляють бл. 90% світової продукції природної соди, розробляючи родов. трони. У шт. Вайомінг на найбільшому підземному руднику «Ґрін-Рівер» добувають понад 3 млн т руди з пластових покладів трони з ґалітом, розташованих на глиб. 130—1200 м.
У 2000 р. споживання кальцинованої соди у США становило 9,2 млн т [Mining Eng. (USA). — 2001. — 53, № 5. — Р. 38-40].
Видобуток боратів в США у кінці XX ст. становить понад 40% загального в західному світі. Найбільші родов. розташовані на зах. країни в шт. Каліфорнія, в центрі пустелі Мохаве (Креймер, Каліко-Даггетт), в Долині Смерті (Ферніс-Крік) і в шт. Невада. Найбільший у світі рудник «Борін» (родов. Креймер), розробляє відкритим способом пластовий поклад потужністю 30-60 м керніту, бури, улекситу. Руди збагачують. У 2000 р. споживання у США борних мінералів становило понад 1 млн т [Mining Eng. (USA). — 2001. — 53, № 5. — Р. 38-40].
За видобутком самородної сірки США займають провідне місце серед країн світу. Головний р-н видобутку — Техас-Луїзіанський і Зах.-Техаський сірконосні басейни, що входять до сірконосну провінцію Мексиканської затоки. Тут розташовано понад 40 великих родов. сірки, пов'язаних з соляними куполами які експлуатують методом Фраша (підземна виплавка). Глибина залягання сірконосних тіл 7-800 м, потужність до 150 м, в сер. 30-35 м, вміст S в руді 20-25%. Вилучення 40-60%. В кінці XX ст. зростало виробництво відновленої (реґенерованої) сірки з сірчистих природних горючих газів (штати Вайомінг, Юта, Монтана і інш.), а також з металургійних газів, нафти, кам. вугілля.
За видобутком бариту теж США займають провідне місце в зах. світі. Основний р-н розробки родов. бариту в США — шт. Невада. Найбільший рудник «Грейстоун». Численні дрібніші родов. жильного і залишкового типу розробляють в штатах Арканзас, Теннессі, Каліфорнія, Міссурі, Джорджія і інш.
Видобуток флюориту ведеться в невеликих масштабах. Він сконцентрований на родов. Кейв-ін-Рок в шт. Іллінойс. Понад 90% флюориту США імпортують, в основному з Мексики.
Бром, йод. США — один з провідних виробників і експортерів брому в зах. світі (бл. 2/3). Джерелом отримання брому, крім розсолів соляних озер, є пластові води нафтогазоносних р-нів. Вони ж є також джерелом отримання йоду, проте його виробництво в США порівняно невелике. Країна є великим імпортером йоду.